# Звягель
Звягель е град в Житомирска област, Украйна.
Населението му е 55 925 жители (2011). Намира се в часова зона UTC+2.
Основан е през 1275 г., а получава статут на град през 1795 г.